# Rodelbahn Bautzen
Koordinaten: 51° 11′ 24″ N, 14° 25′ 35″ O
Die Rodelbahn Bautzen ist eine Wettkampfbahn für den Rodelsport in Deutschland und steht im sächsischen Bautzen. 

## Geschichte
Am 5. März 1984 begann man mit dem Bau der Geländerodelbahn. Nach dem Bau der Rodelbahn war sie bei schlechtem Wetter nicht zu benutzen. Deshalb baute man im April 1987 eine ganze neue aus Beton. Am 9. November 1989 wurde die Rodelbahn am Kupferhammer eingeweiht. Die neue Bahn hat eine Länge 260 Meter, hat eine Wettkampfstrecke von 200 Meter und 6 Kurven, 9,6 % Gefälle und erhielt ein Zielhaus mit einer elektronischen Zeitmessanlage. Im Umfeld baute man ein Trainingsgelände, das in den nächsten Jahren weiter ausgebaut wurde.

## Veranstaltungen
Seit dem Jahr 1983 findet am 30. April das Hexenbrennen statt.